# Basilique Saint-Adalbert de Buffalo
La basilique Saint-Adalbert (en anglais : St. Adalbert's Basilica; en polonais : Bazylica Świetego Wojciecha) est une église catholique historique de Buffalo dans l'État de New York située dans le quartier est (East Side) et appartenant au diocèse de Buffalo. C'est un exemple majeur du style de cathédrales et d'églises polonaises construites aux États-Unis, par son opulence et ses grandes dimensions. Elle est dénommée première basilique américaine en 1907. Elle est dédiée à saint Adalbert (956-997). Elle est de style néorenaissance avec des apports néoromans.

## Historique

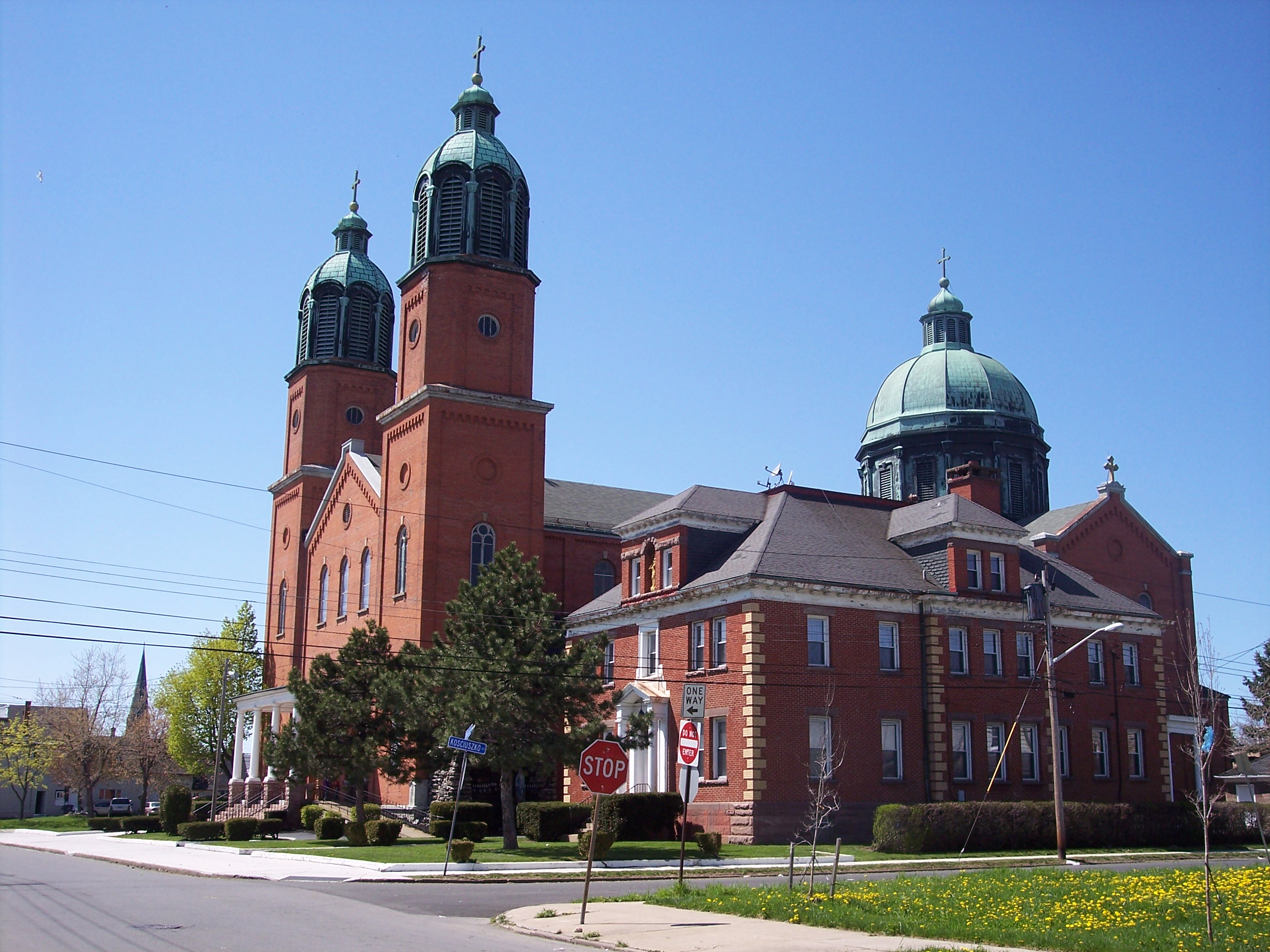
Vue de la basilique et de ses bâtiments paroissiaux

L'église a été construite par le cabinet d'architectes Raymond Huber & Company en 1890-1891 pour la communauté catholique polonaise regroupée dans le quartier est de la ville. L'édifice de briques rouges mesure 73 m de longueur, 36 m de largeur, 21 m de heuteur pour sa nef. Les tours jumelles de la façade s'élèvent à 46 m de hauteur. et le dôme couronné d'une coupole mesure 38 m de hauteur et 12 m de diamètre. C'est à l'époque l'église la plus grande de l'ouest de l'État de Newx York.
Les trente-six vitraux sont issus de la firme munichoise Franz Mayer & Co.. L'intérieur est décoré par Josef Mazur.L'intérieur est décoré de fresques et le maître-autel entouré de statues de saints sous un baldaquin est remarquable.

## Avenir incertain
La baisse de la pratique religieuse frappe de plein fouet la côte est des États-Unis dans les années 1970-1980 et des difficultés financières surgissent à la fin du XXe siècle. Aussi le diocèse décide-t-il de fermer la basilique en 2007, la dernière messe étant prévue pour le 25 novembre de cette année-là. Cependant la communauté paroissiale fait appel auprès du Saint-Siège pour empêcher la fermeture. Celui-ci confirme en février 2008 la décision de Mgr Edward Kmiec, pourtant dûment critiquée et la paroisse doit fusionner avec celle de Saint-Jean-de-Kenty, les fonds soulevés par le comité de sauvegarde s'avérant insuffisants aux yeux de l'évêque. La dernière messe régulière a lieu le 28 septembre 2011, marquant la fin de 125 ans d'histoire...En attendant, la basilique n'est ouverte pour une cérémonie que quatre fois par an.